# 雨の日も神様と相撲を
『雨の日も神様と相撲を』（あめのひもかみさまとすもうを）は、城平京による日本の推理小説。2016年1月、講談社タイガの書き下ろしとして出版された。

## ストーリー
中学生の文季は、相撲好きな両親により立派な相撲取りになることを望まれ、幼い頃から相撲の英才教育を受けてきた。ところが、文季は人一倍身体が小さく、見た目も愛らしい少女のような容姿の持主で、相撲をやっているのは間違っている気がしていたが、やめる理由ときっかけに恵まれず、相撲を続けてきた。しかし、両親が事故死してしまい、文季は母方の叔父の悟に引き取られることになる。両親の死を悲しみながらも、これでもう相撲を取ることはなくなるかも知れないと思っていた文季だが、叔父の住む久々留木村は学校の授業で相撲を教えるほど相撲が盛んで、村の男子は例外なく相撲を取っていた。
久々留木村はカエルの神様に守られ、村の米は常に豊作なうえ高品質なため高値で取引されており、米作農家はどこも富裕であった。村人たちは「カエル様」のお陰だと信じ、米作に励む一方、カエル様が相撲を好むことから積極的に相撲を取っており、相撲が強い農家の米は特に質が良くなることから、ますます相撲が盛んになっていた。
異質な村の在り様にとまどう文季だったが、小柄な外観にもかかわらず、同学年でも特に強い大柄な男子たちに引けを取らない試合をしたことから皆に受け入れられ、さらには相撲理論に詳しく相手の癖や弱点を見破る洞察力を持っていることから一目置かれるようにさえなった。ところがある日、文季は遠泉家のお嬢様である真夏から、屋敷に呼び出しがかけられた。遠泉家はカエル様の言葉を聞き、村人たちに伝える「かんなぎの家」で、長女の真夏は遠泉家の次期当主であった。
呼び出された遠泉家の裏庭では大小さまざまなカエルたちが二本足で立って相撲に興じていた。考えていた以上におかしな村の在り様に頭を抱える文季に、真夏がカエル様からの相談を伝える。「最近村に現れた、カエル様の中でも特に小さいのが、異常な強さで皆を倒し、手がつけられないから、その赤いのを倒せるよう、自分達にも相撲を教えてくれないか」、さらに「その赤いのと相撲を取ると、組み合っているうちにだんだん体がしびれるようになる」と。その赤いカエルは、強い毒を持つイチゴヤドクガエルで、他のカエルたちは組み合っているうちに毒が回ってしびれたところを倒されていたのであった。翌日、遠泉家の裏庭で当のイチゴヤドクガエルから真夏を通じて、自分はかつてウチダアキヤという人間に飼われ、野に捨てられたと聞かされる。
一方、久々留木村と隣村との境の隣村側でトランクに詰められた女性の死体が発見された。県警の捜査一課の警部補である叔父の悟は、義父で元警部の登志郎に捜査状況を伝えており、文季は登志郎から、そのトランクにコバルトヤドクガエルの死骸が入っていたことを聞かされる。イチゴヤドクガエルは、他にもウチダアキヤに捨てられたものがいたと文季に話していた。それでは、このコバルトヤドクガエルはウチダアキヤに捨てられたもので、死体を詰めたトランクを捨てたのもウチダアキヤなのか。
交錯するカエル様からの頼みと事件に、文季は両方を解決しようと思案を巡らす。

## 主な登場人物
逢沢 文季（あいざわ ふみき）
中学3年生。身長150センチメートル未満、体重40キログラム未満と人一倍身体が小さい。母譲りの容姿で、ふわっとした髪質に白い肌、愛らしい目鼻立ち、脛毛がまるで生えていないなど体毛も薄く、女の子なら本当に愛らしい少女だろうという外観の持主。
相撲好きな両親により立派な相撲取りになることを望まれ、小学校に上がる前から相撲道場に通わされてきたが、前述のとおりの体格と容姿のため相撲が似合わない。相撲理論に詳しく相手の癖や弱点を見破る洞察力を持っている。母親いわく「あなたは相撲に愛されてる」。
遠泉 真夏（とおいずみ まなつ）
中学2年生。身長は170センチメートル以上、体重も文季の1.5倍以上ありそうなほど大柄な少女。オートバイを片手で持ち上げて歩くほどの怪力の持ち主。文季から「お尻が大きい」「怪力」とか、体重のことを言われるのを嫌う。
「カエル様」の言葉を聞き、村人たちに伝える「かんなぎの家」である遠泉家長女で次期当主。
浅沼 悟（あさぬま さとる）
34歳。文季の母方の叔父。県警の捜査一課の警部補。登志郎のひとり娘の小弓（こゆみ）と結婚するにあたり、登志郎から浅沼家に婿入りすることと警官になることを条件に出され、承諾して警察の採用試験を新卒で合格した。
浅沼 登志郎（あさぬま としろう）
70歳。悟の義父。県内所轄署の元警部。
河西（かわにし）
文季のクラスのクラス委員。眼鏡をかけた利発そうな男子生徒。
池上（いけがみ）
文季の同級生。相撲場のリーダー格。
イチゴヤドクガエル
最近、久々留木村に現れた、アマガエルよりも少し小さい赤いカエル。体格に劣るものの以前から相撲がうまかったが、最近、強い毒を出せるようになってからは、他のカエルたちが手をつけられないほど強くなった。ウチダアキヤに飼われていて、最近、他のヤドクガエルとともに捨てられたことを文季に知らせる。

## 書籍
- 城平京 『雨の日も神様と相撲を』 講談社〈講談社タイガ〉、2016年1月19日発売 ISBN 978-4-06-294010-8

## 漫画
アプリ『マガジンポケット』2019年12月17日、雑誌『少年マガジンR』2020年1号（2019年12月20日発売）で戸賀環による作画で連載され、『少年マガジンR』2021年2号で完結した。掲載元は複数であるが、同じ内容である。